# Мамонов, Александр Александрович
Александр Александрович Мамонов — советский хозяйственный, государственный и политический деятель, Герой Социалистического Труда.

## Биография
Родился в 1914 году в деревне Гоголицыно (ныне — в Сокольском районе Вологодской области). Член КПСС.
С 1934 года — на хозяйственной, общественной и политической работе. В 1934—1978 гг. — колхозник в родной деревне, участник Великой Отечественной и советско-японской войн, на хозяйственной работе в Челябинской области, председатель колхоза имени Жданова Кавказского района Краснодарского края.
Указом Президиума Верховного Совета СССР от 22 марта 1966 года присвоено звание Героя Социалистического Труда с вручением ордена Ленина и золотой медали «Серп и Молот».
Избирался депутатом Верховного Совета РСФСР 6-го созыва.
Погиб в автомобильной катастрофе в 1978 году.